# Kruja
Kruja (albansko Krujë, Kruja) je mesto in občina v severni osrednji Albaniji med goro Kruja in reko Ishëm 20 km severno od albanske prestolnice Tirana.
Kruja je bila naseljena s starodavnim ilirskim plemenom Albani. Leta 1190 je postala prestolnica prve neodvisne albanske države Kneževine Arberije. Kasneje je postala prestolnica Albanskega kraljestva. V zgodnjem 15. stoletju so jo osvojili osmanski Turki. Leta 1443 je Krujo osvobodil vodja Leške zveze Skenderbeg, ki je do svoje smrti leta 1468 uspešno branil Albanijo pred Osmanskim cesarstvom.
Osmani so Krujo osvojili po četrtem obleganju leta 1478 in jo vključili v svoje cesarstvo. Leta 1906 je izbruhnil lokalni upor proti Osmanskemu cesarstvu, ki se je končal leta 1912 z Deklaracijo o neodvisnosti Albanije. Sredi 1910. let je bila eno od bojišč v sporu med kratkoživo Republiko Centralna Albanija, ki jo je ustanovil Esad Toptani, in Kneževino Albanija. Topnaniju je leta 1914 uspelo zavzeti Krujo, vendar jo je še isto leto Prênk Bibë Doda ponovno priključil Kneževini Albaniji. Med drugo svetovno vojno je bila Kruja središče upora proti okupatorjem, ki ga je vodil Abaz Kupi.
V Kruji sta Skenderbegov muzej v Krujskem gradu in Nacionalni etnografski muzej.

## Ime
Ime mesta je povezano z albansko besedo kroi, krua, ki pomeni studenec ali izvir in izhaja iz praalbanskega *krana < *krasna.
Mesto je prvič omenjeno kot Kroai (srednjeveško grško Κροαί) v bizantinskih dokumentih iz zgodnjega 7. stoletja. V srednjeveški latiščini se je imenovala Croia, Croja in Croarum. V osmanskem obdobju je bila znana kot Ak Hisar ali Akçahisar (iz turškega ak – bel in hisar – grad).
- Krujski grad
- Stara mestna tržnica

- Stara mestna tržnica in mošeja
- Skenderbegov muzej in mošeja sultana Mehmeda II.
- Vhod v Etnološki muzej